# 李敬玄
李敬玄（生年不詳—682年），亳州譙（今安徽亳州市譙城區）人。唐代政治人物，自称赵郡李氏南祖一支的后代。

## 簡介
貞觀末年，唐高宗還是太子時，馬周啟薦李敬玄，召入崇賢館。劉仁軌後為左僕射，敬玄與之有嫌，每遇仁軌奏事，敬玄輒從中阻撓。時吐蕃屢次入寇，儀鳳二年（677年），吐蕃內亂，朝廷以為有機可乘，仁軌知敬玄素非邊將才，謊稱敬玄知兵事，敬玄固辭。高宗曰：「仁軌須朕，朕亦行之，卿何辭？」敬玄不能辭。
儀鳳三年（678年）敬玄至洮河軍，為諸軍大總管，同工部尚書劉審禮統兵十八萬進攻吐蕃。在青海湖邊，敬玄逗撓不前，唐軍再次大敗，劉審禮既無繼援，被俘。敬玄闻审礼被擒，慌忙退走，至承风岭（今青海西寧附近），敌骑已漫山遍野，敬玄急阻沟自固，時正值秋雨，道路泥濘，無計可施。左领军员外将军黑齒常之，率敢死士五百人夜襲夜袭吐蕃将领跋地设的大营。敬玄得拔营徐退，返入鄯州，貶為衡州刺史。

## 子孙
- 李思沖，工部侍郎
- 李守一，成都郫令
  - 李晤，金壇令
    - 李紳，唐武宗朝宰相

  - 李晦